# Hapalomys delacouri
Hapalomys delacouri és una espècie de mamífer rosegador de la família dels múrids. Viu a Laos, el Vietnam i la Xina. Es tracta d'un animal arborícola. El seu hàbitat natural són els boscos tropicals montans, tant secs com humits. Està amenaçada per la desforestació. Aquest tàxon fou anomenat en honor de l'ornitòleg francoestatunidenc Jean Théodore Delacour.